# Вантаж
Ванта́ж (англ. cargo, нім. Fracht, Ladung) — речі, товари, продукти, які призначені для перевезення за допомогою транспортних машин або перенесення (рідше).
Вантажі бувають:
- штучними (машини, устаткування, кріпильні матеріали);
- тарними (що надходять на підприємства в мішках або ящиках);
- наливними (різні рідини);
- насипними (порода, корисні копалини).

Рідкі вантажі характеризуються в'язкістю, стабільністю (гідросуміші), концентрацією твердого в гідросуміші (суспензії), температурою загусання, замерзання.
Сипкі вантажі характеризуються густиною, кутом природного укосу, крупністю, абразивністю, вологістю, злежуваністю, схильністю до пилоутворення, самозаймання, налипання, змерзання тощо.
Насипні матеріали, які складають основний вантажопотік, переміщують навалом.

## Вантажі у гірництві
На шахтах та кар'єрах вантажі розділяють:
- за призначенням — на основні (корисна копалина, порода) та допоміжні (обладнання, матеріали, запасні частини тощо);
- за типом — на сипкі, рідкі та штучні.